# Nikephoros (Kaisar)
Nikephoros (mittelgriechisch Νικηφόρος, * um 756/758 wohl in Konstantinopel; † nach 812 auf Aphasia?) war ein byzantinischer Prinz, der mehrfach als Thronprätendent gegen Kaiserin Irene und deren Sohn Konstantin VI. auftrat.

## Leben
Nikephoros war der zweite gemeinsame Sohn des Kaisers Konstantin V. (741–775) und dessen dritter Frau Eudokia. Er war somit ein Angehöriger der Syrischen Dynastie, die von 717 bis 802 in Byzanz herrschte. Zusammen mit seinem älteren Bruder Christophoros wurde Nikephoros am 2. April 769 zum Kaisar (Caesar) ernannt; sein Halbbruder aus der ersten Ehe seines Vaters, der spätere Kaiser Leo IV., war bereits 751 in den Rang eines Mitkaisers (Symbasileus) erhoben worden. Am 13. April 776 war Nikephoros anwesend bei der Proklamation Konstantins VI. zum Mitkaiser Leos IV. in der Hagia Sophia, ebenso einen Tag später bei der Krönungszeremonie im Hippodrom. Im folgenden Mai wurden Nikephoros und seine Brüder, der Kaisar Christophoros sowie die Nobilissimi Niketas, Anthimos und Eudokimos, wegen angeblicher Verschwörung gegen Leo IV. nach Chersones auf der Krim verbannt, wobei ihnen sehr wahrscheinlich die imperialen Titel entzogen wurden.
40 Tage nach Irenes Regentschaftsantritt am 8. September 780 wollte eine Verschwörergruppe, zu der auch Theophylaktos Rhangabe, der Vater des späteren Kaisers Michael I. gehörte, Nikephoros zum Kaiser erheben. Das Komplott flog jedoch auf; Nikephoros und seine Brüder wurden auf Befehl Irenes zu Klerikern geschoren und mussten zu Weihnachten öffentlich die Kommunion austeilen. Der Strategos von Sizilien Elpidios wurde wohl zu Unrecht beschuldigt, die Usurpation unterstützt zu haben. Nach der schweren Niederlage Konstantins VI. in der Schlacht von Marcellae gegen die Bulgaren 792 unternahmen die Tagmata angeblich einen erneuten Versuch, Nikephoros auf den Thron zu bringen, weshalb Konstantin ihn blenden ließ. Danach wird Nikephoros bei Theophanes nicht mehr namentlich erwähnt, so dass nicht gesichert ist, ob er bei den folgenden Ereignissen noch am Leben war. Die Brüder sollen nach dem Tod Konstantins VI. im Oktober 797 und, daraufhin nach Athen verbannt, im Frühjahr 799 weitere Umsturzversuche gegen Irene und deren mächtigen Minister Staurakios unternommen haben, die jedoch ebenso erfolglos blieben wie eine letzte Verschwörung 812. Angeblich wurden die Brüder in diesem Zusammenhang auf die Insel Aphasia verbannt, wo sich ihre Spur verliert.